# Quán bar

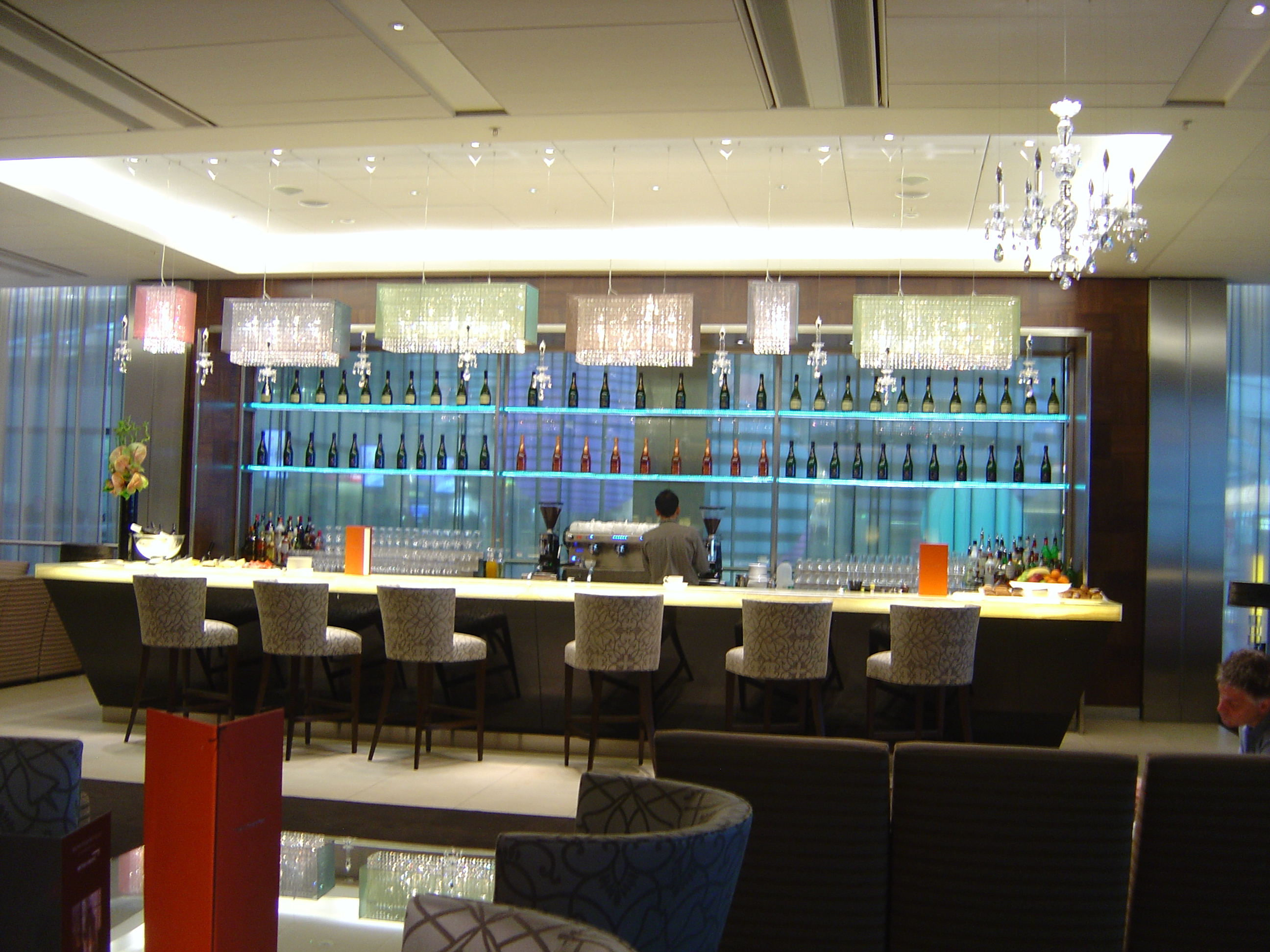
Quầy bar tại phòng chờ hạng nhất của hãng hàng không British Airways

Quầy bar hay quán bar là một cái bàn hẹp dài hoặc ghế dài được thiết kế để pha chế bia hoặc đồ uống có cồn khác. Ban đầu bàn cao ngang ngực, và một phần thanh thường bằng đồng, chạy theo chiều dài của bàn, ngay trên chiều cao sàn, để khách hàng đặt chân lên, đặt tên cho cái bàn. Trong nhiều năm, chiều cao của các thanh được hạ xuống, và phân cao được thêm vào và thanh bằng đồng thau vẫn còn cho đến ngày nay.
Tên gọi bar trở nên đồng nhất với công việc kinh doanh, (còn được gọi là một saloon hay một tửu quán hoặc đôi khi là một pub hay club, đề cập đến cơ sở thực tế, như trong pub bar hoặc club bar v.v.) là một cơ sở kinh doanh bán lẻ phục vụ đồ uống có cồn, như bia, rượu vang, rượu mùi, cocktail cùng các loại đồ uống khác như nước khoáng và nước ngọt. Các quán bar cũng thường bán các loại đồ ăn nhẹ như khoai tây lát mỏng (còn gọi là khoai tây chiên) hoặc đậu phộng, để phục vụ các khách hàng có nhu cầu.
Một số loại quán bar chẳng hạn như quán rượu, cũng có thể phục vụ thức ăn từ thực đơn nhà hàng.  Thuật ngữ này cũng dùng để chỉ quầy và khu vực phục vụ đồ uống. Thuật ngữ "bar" xuất phát từ thanh kim loại hoặc thanh gỗ (rào chắn) thường nằm dọc theo chiều dài của quầy bar.

## Lịch sử

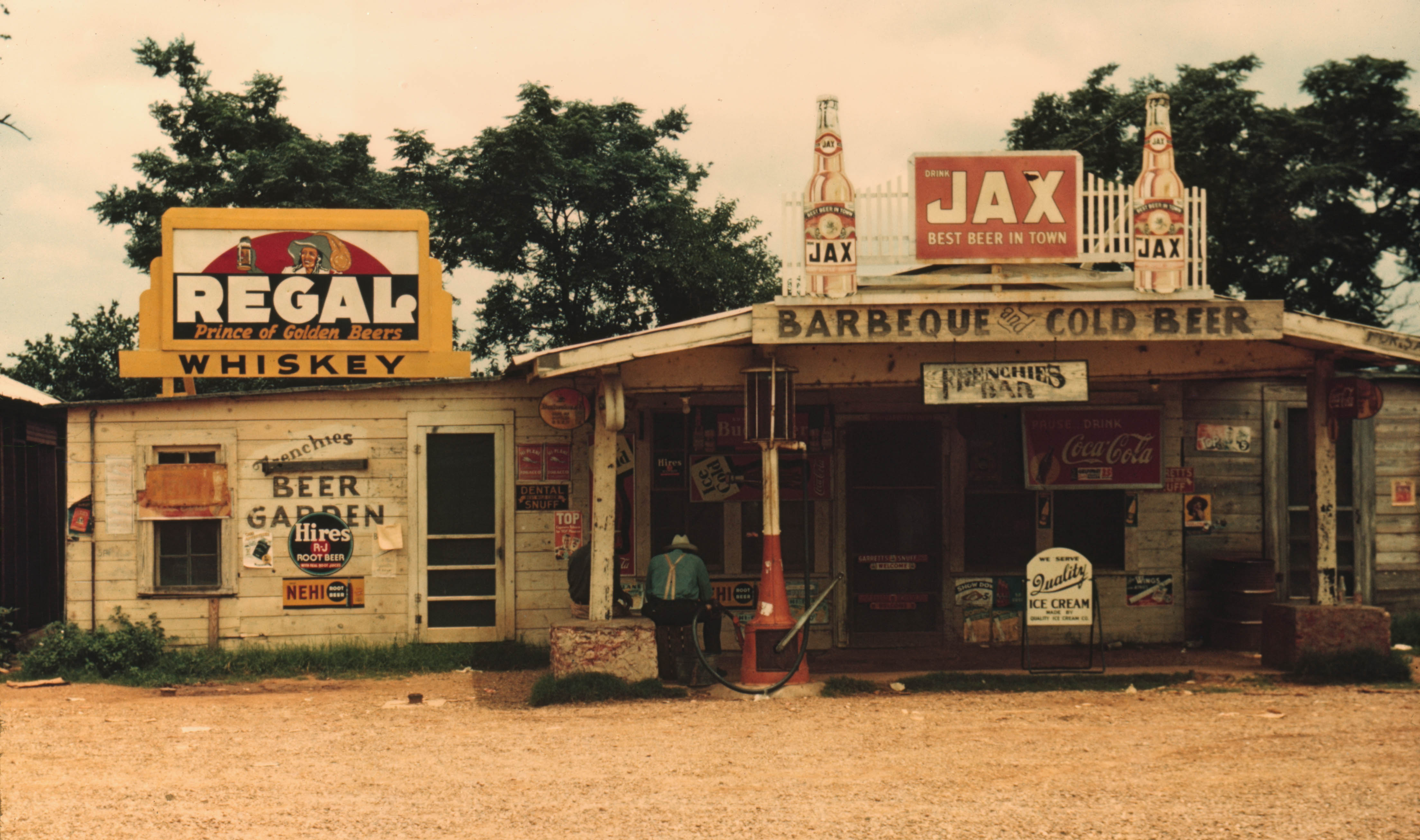
Một quán bar trong thời kỳ Đại suy thoái ở Melrose, Louisiana

Đã có nhiều tên khác nhau cho các không gian uống rượu công cộng trong suốt lịch sử.  Trong thời kỳ thuộc địa của Hoa Kỳ, các tửu quán là một nơi gặp gỡ quan trọng, vì hầu hết các tổ chức khác đều yếu.  Trong thế kỷ 19, các "saloon" có vai trò quan trọng đối với thời gian giải trí của tầng lớp lao động. Ngày nay, ngay cả khi một cơ sở sử dụng tên khác, chẳng hạn như "tavern" (tửu quán) hay "saloon" hoặc, ở Vương quốc Anh, một "pub", khu vực nơi người pha chế rót hoặc pha chế đồ uống trong cơ sở thường được gọi là "quầy bar".
Việc bán và/hoặc tiêu thụ đồ uống có cồn đã bị cấm trong nửa đầu thế kỷ 20 tại một số quốc gia, bao gồm Phần Lan, Iceland, Na Uy và Hoa Kỳ. Tại Mỹ, các quán bar bất hợp pháp trong thời kỳ Cấm rượu được gọi là các "speakeasy", "blind pig" và "blind tiger".

## Hạn chế pháp lý
Luật pháp tại nhiều khu vực pháp lý cấm trẻ vị thành niên đi vào một quán bar.
Các thành phố, thị xã thường có những hạn chế pháp lý vào nơi các quán bar có thể được mở và trên các loại rượu mà họ có thể phục vụ cho khách hàng của họ.
Một số quốc gia Hồi giáo, bao gồm Brunei, Iran, Libya, Ả Rập Xê Út và UAE, cấm quán bar vì lý do tôn giáo. Một số nước Hồi giáo khác, bao gồm Qatar và UAE, cho phép các quán bar dành riêng cho người không theo đạo Hồi.

## Các loại quầy bar

### Phân loại theo tính chất
Một quầy cocktail là một quầy bar rộng quy mô thường nằm bên trong một khách sạn, nhà hàng, hoặc sân bay.
Một quầy rượu là một quầy bar mang tính thanh lịch chỉ phục vụ rượu vang (không có bia hay rượu). Khách quen của các quầy bar này có thể nếm rượu vang trước khi quyết định mua chúng. Một số quầy rượu cũng phục vụ đồ ăn nhẹ.
Một dive bars là một quầy bar rất" bình dân", và có thể mang nhiều tính chất thô tục.

### Phân loại theo loại hình giải trí
Các quầy bar phân loại theo các loại hình giải trí mà họ cung cấp bao gồm:
1. Vũ thoát y, các quán bar có thể cung cấp các loại hình múa cột, và vũ nữ thoát y. Hầu hết các quán bar loại này kiểm soát chặt chẽ độ tuổi khách hàng
2. Quán bar thể thao, nơi mà người hâm mộ thể thao có thể xem các trò thể thao trên màn hình lớn ngay tại quán
3. Quán bar - vũ trường, (hay còn gọi là hộp đêm) nơi các khách hàng có thể nhảy trên một sàn nhảy lớn theo các điệu nhạc do một DJ điều khiển. Đây cũng là nguồn gốc của điệu nhảy Disco.

### Phân loại theo khách hàng
Các quán bar phân loại theo các loại khách hàng quen thường đến quán như:
1. Quán bar dành cho người đi xe gắn máy và những người đam mê hay thành viên câu lạc bộ xe gắn máy. Loại hình này phổ biến tại Mỹ
2. Quán bar đồng tính, nơi mà đồng tính nam hay nữ có thể sinh hoạt xã hội với nhau.
3. Quán bar cho cảnh sát và những người làm công việc an ninh ngoài giờ làm.
4. Quán bar nơi những người chưa lập gia đình của cả hai giới có thể gặp nhau và giao tiếp
5. Quán bar sinh viên, thường nằm gần các trường đại học, nơi mà hầu hết các khách hàng quen là sinh viên.

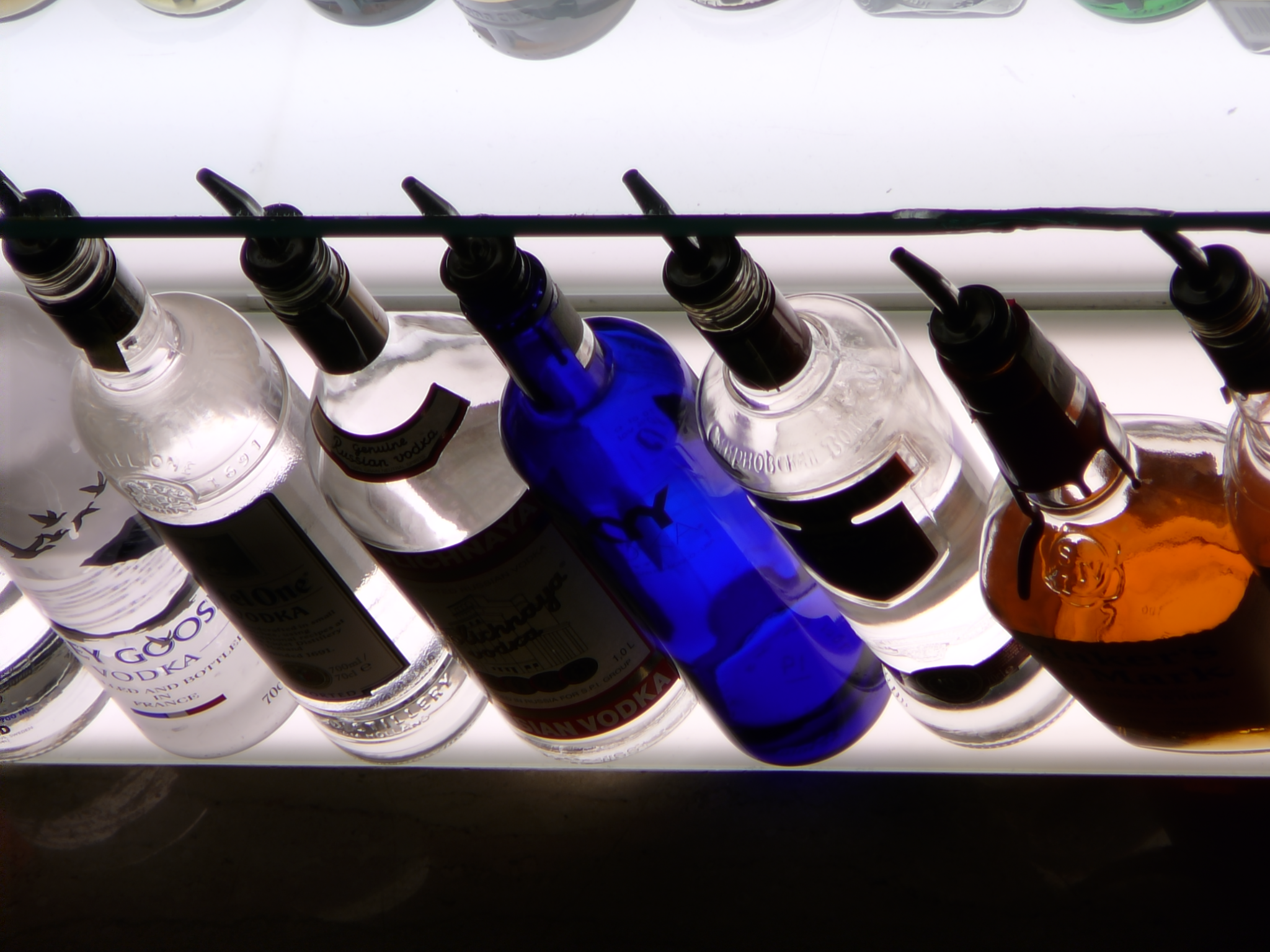
Các chai rượu trên quầy bar

## Nghĩa của từ "Bar"
Một quầy lớn nơi các loại rượu được phục vụ bởi một "bartender" gọi là quầy bar. Thuật ngữ này được áp dụng, như là một phép chuyển nghĩa với từ bar (nghĩa là Thanh cứng trong tiếng Anh). Các quầy bar thường trữ một loạt các loại bia, rượu vang, rượu, và nguyên liệu, và được tổ chức để tạo thuận lợi về điều kiện làm việc của các bartender.
Từ "bar" trong hoàn cảnh này đã sử dụng từ năm 1592 khi nhà soạn kịch Robert Greene đề cập trong A Noteable Discovery of Coosnage. Tuy nhiên cách phục vụ đồ uống kiểu này được cho là do Isambard Kingdom Brunel sáng chế nhằm phục vụ thật nhanh các khách hàng đang vội bắt tàu hỏa tại ga Swindon khi công ty Great Western Railway đổi tàu.Cũng có ý kiến cho rằng các bar đầu tiên để phục vụ rượu được lắp đặt tại các khách sạn Great Western trên trạm Paddington, Luân Đôn.
Quầy phục vụ các loại thực phẩm và đồ uống cũng có thể được gọi là quán bar. Ví dụ như quán bar salad, sushi bar, và sundae bar.

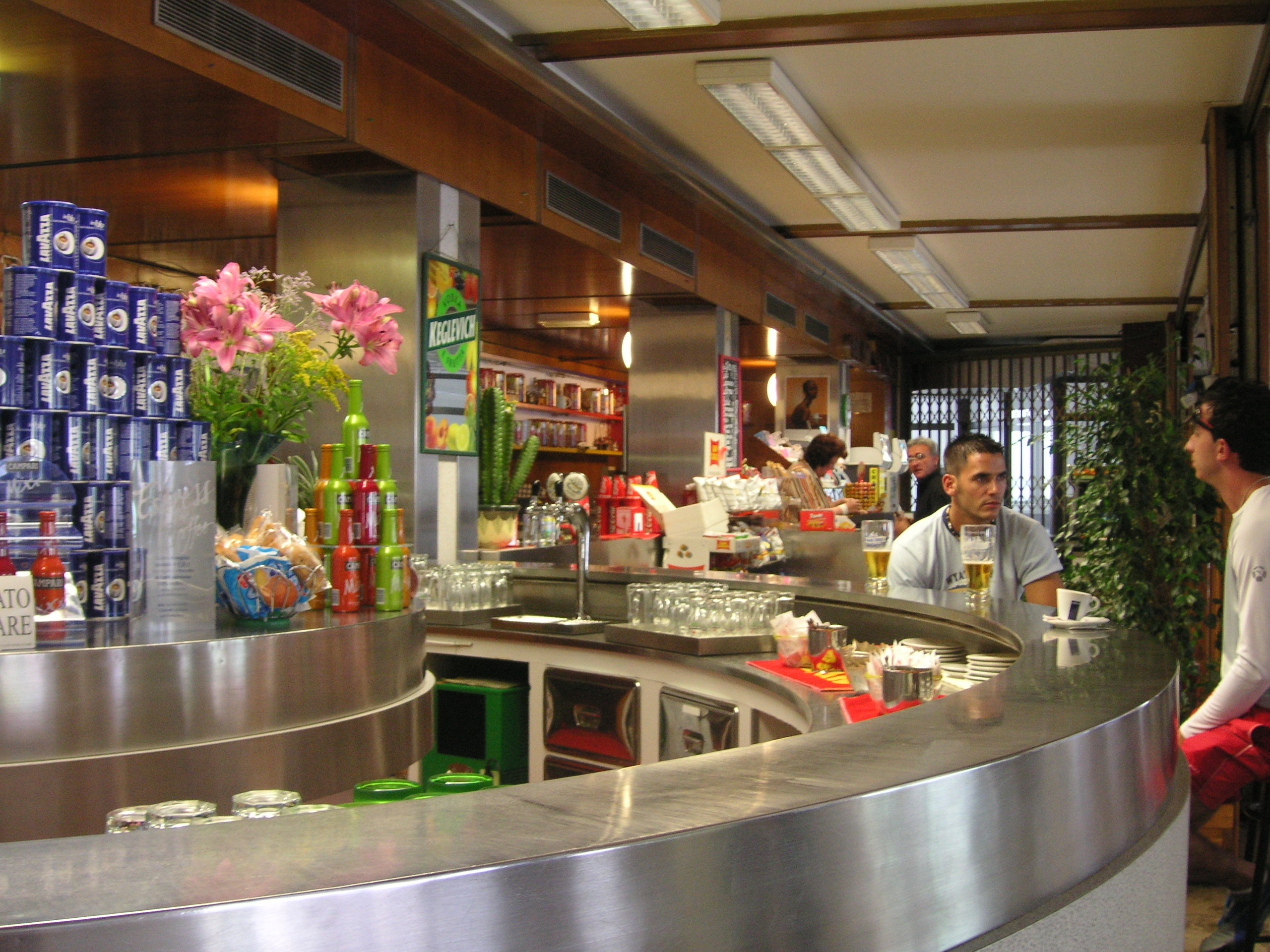
Quầy bar tại Udine, Ý.

### Hình ảnh

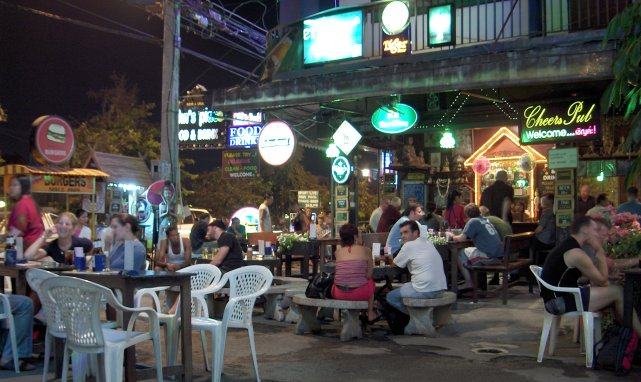
Du khách tại quầy bar Chiang Mai, Thái Lan.
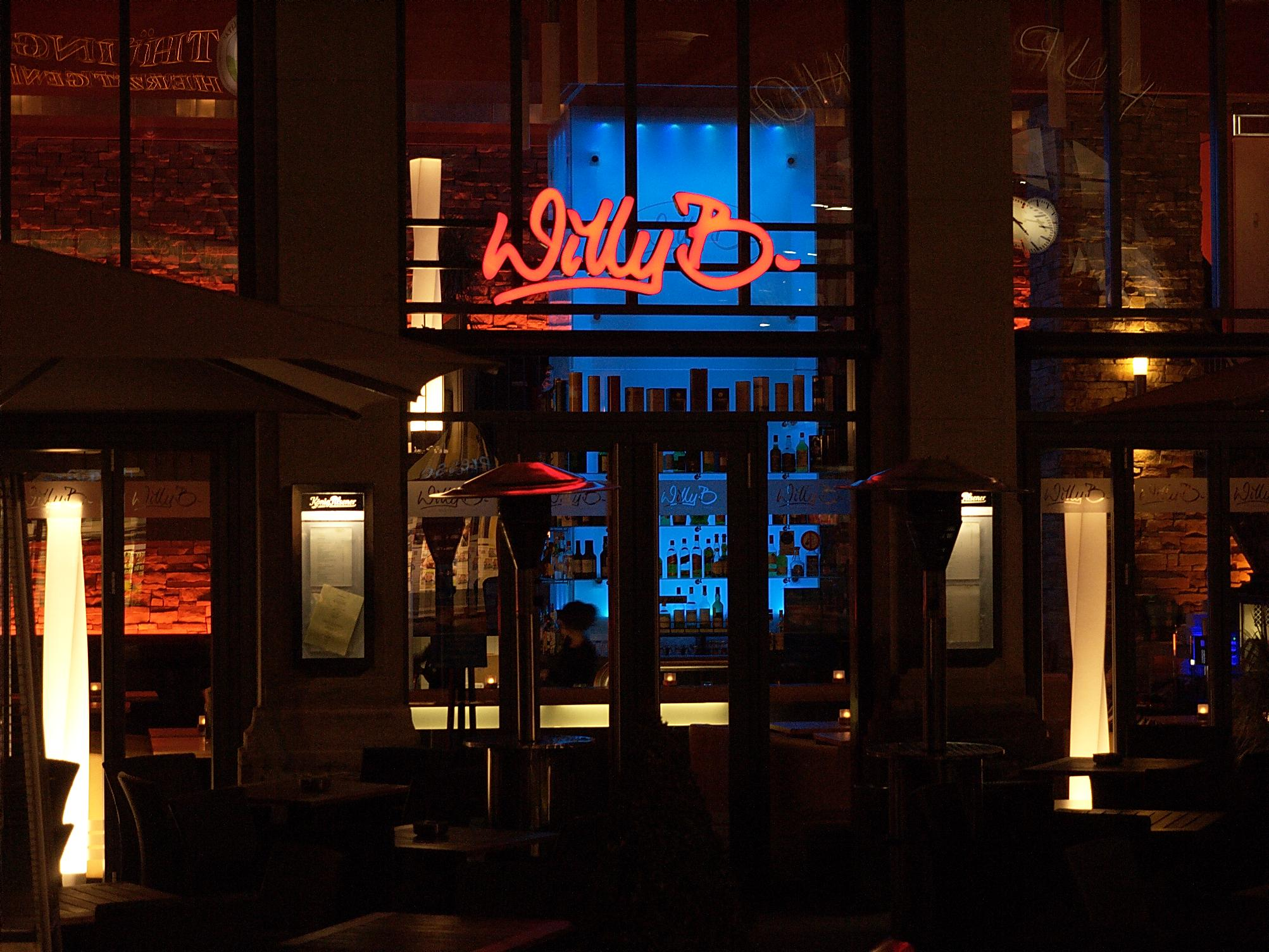
Quán bar nhìn ra tuyến đường sắt trung tâm tại Erfurt, Đức.
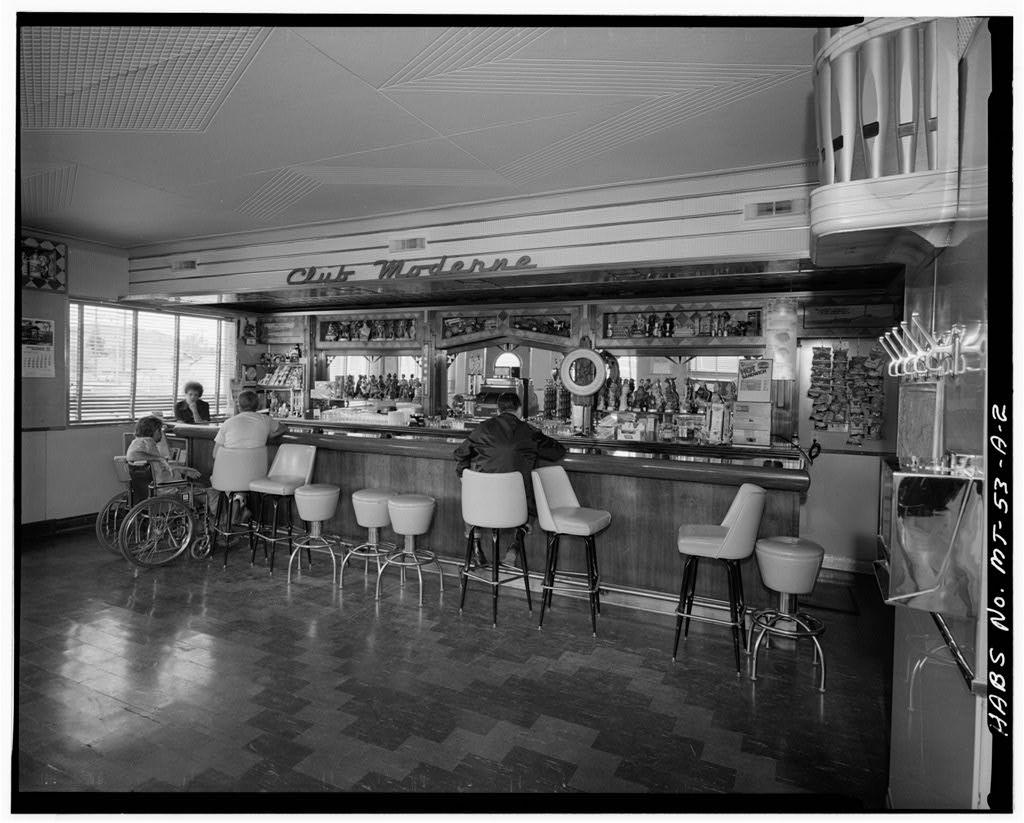
Quán bar of the Club Moderne in Anaconda, Montana.
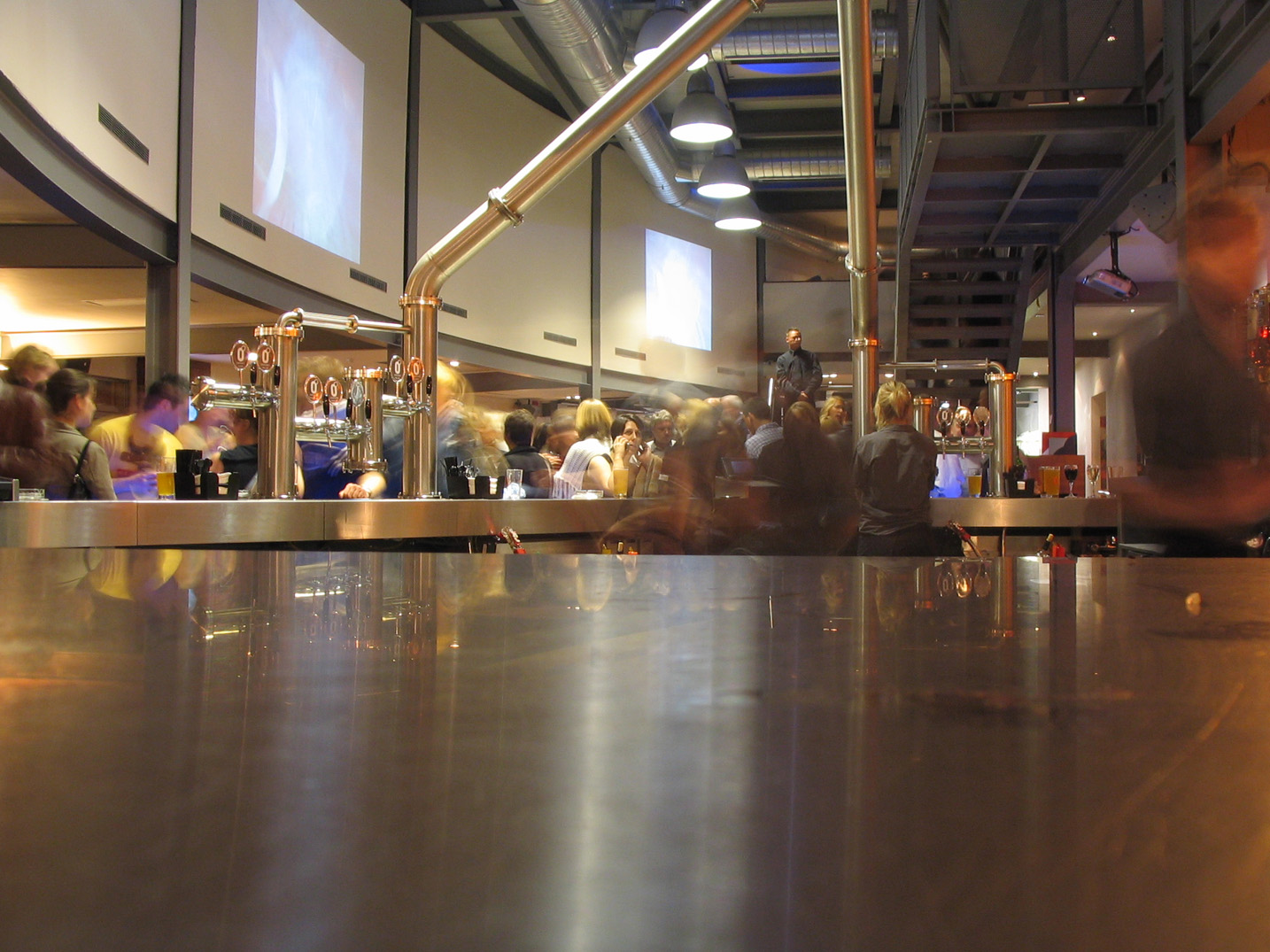
Quán bar tại Anh.
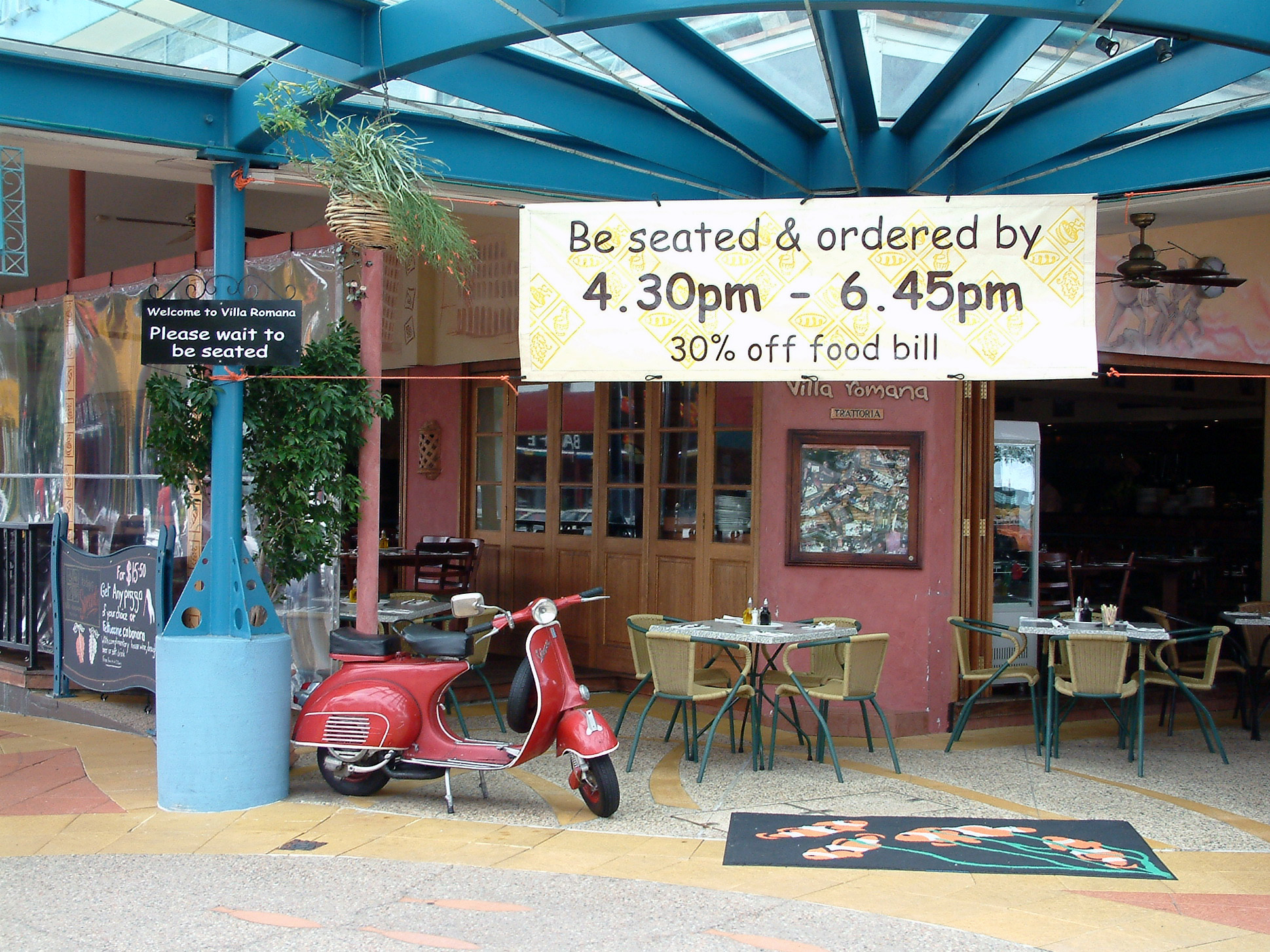
Quán bar tại Cairns, Úc.